# Heliothodes bifida
Heliothodes bifida är en fjärilsart som beskrevs av Embrik Strand. Heliothodes bifida ingår i släktet Heliothodes och familjen nattflyn. Inga underarter finns listade i Catalogue of Life.